# نیروگاه بادی دریایی آنهولت
نیروگاه بادی دریایی آنهولت (انگلیسی: Anholt Offshore Wind Farm) یک نیروگاه بادی دریایی متعلق به دانمارک در تنگهٔ کاتگات بین تجوسلند (Djursland) و جزیره آنهولت است. این نیروگاه که دارای ظرفیت نامی ۴۰۰ مگاوات است، (همراه با نیروگاه بادی دریایی بی‌ای‌آردی ۱) یکی از بزرگ‌ترین نیروگاه بادی دریایی در جهان است و بین سال‌های ۲۰۱۳ تا ۲۰۱۹ بزرگ‌ترین نیروگاه بادی دریایی (تا قبل از افتتاح نیروگاه بادی دریایی هورنس رو ۳) در دانمارک بود.